# Cerstin Schmidt
Cerstin Schmidt, po mężu Almonat (ur. 5 marca 1963 w Zwickau) – niemiecka saneczkarka reprezentująca NRD, medalistka igrzysk olimpijskich, mistrzostw świata i Europy, zwyciężczyni Pucharu Świata.
Na igrzyskach olimpijskich w Calgary w 1988 roku wywalczyła brązowy medal. Był to jej jedyny start olimpijski. Na mistrzostwach świata wywalczyła trzy medale, w tym złoty podczas MŚ w Innsbrucku (1987). Była też druga na MŚ w Hammarstrand (1981) i MŚ w Oberhofie (1985). Na mistrzostwach Europy zdobyła cztery medale. W 1986 zdobyła tytuł mistrzyni Europy w jedynkach. W swoim dorobku ma również srebro wywalczone w 1988 w drużynie oraz dwa medale zdobyte w jedynkach w 1984 i 1988. W Pucharze Świata trzykrotnie zajmowała miejsce na podium klasyfikacji generalnej, zdobywając Kryształową Kulę w sezonach 1984/1985 i 1986/1987.

## Osiągnięcia

### Puchar Świata

#### Miejsca na podium w klasyfikacji generalnej
| Sezon     | Miejsce |
| --------- | ------- |
| 1986/1987 | 1.      |
| 1987/1988 | 2.      |
| 1990/1991 | 1.      |